# Марија Комнин (ћерка цара Јована II)
Марија Комнин (средњи грчки: Μαρια Κομνηνη) је била византијска принцеза из 12. века, најстарија ћерка цара Јована II Комнина. Она је близнакиња престолонаследника Алексија Комнина.

## Биографија
Марија Комнин је била најстарија ћерка цара Јована II Комнина и његове жене Ирине Арпадовић. Рођена је крајем 1106. или почетком 1107. године у Валовишти. Византијска списатељица Ана Комнина је записала да је, док је цар Алексије I Комнин путовао у Солун, у граду Валависти (Βαλαβιστα) рођен је први син Јована Порфирогенита, а са њим и девојчица. Цар је отпутовао у Солун на празник Светог Димитрија 25. јануара, после свог балканског похода, датираног крајем 1106. – почетком 1107. године.
Јован Кинам помиње да је Марија Комнина Порфирогенита била удата за Јована Рогерија Даласина († око 1152) – даљег рођака Комнина норманског порекла. То се догодило око 1135-1136.. Овом приликом цар је свог зета почастио титулом цезара. У једној песми се наводи да је „Даласин“ икону Богородице опточио драгуљима „од своје жене, од порфирогените кире Марије Комнинске“, која је била „слава за круну свог деде, његовог оца и његов брат“.
Након смрти цара Јована II Комнина, Маријин муж је организовао заверу да преузме власт. Лојална свом брату, Марија је издала заверу, због чега је њен муж ухапшен и прогнан из престонице. Касније је рехабилитован и дозвољен му је повратак у Цариград.
Јован Кинам говори о тешкој болести Марије Комнине Порфирогените, од које је умрла непосредно пре првог похода цара Манојла I на султана Масуда I, датираног око 1144-1145. Песма о томе каже да је „Даласин“ оплакивао смрт. своје „жене Марије рођене у пурпуру“.
Марија Комнин и Јован Рогерије Даласин († око 1152) имали су четворо деце:
- Андроник Комнин († 1191);
- Алексије († с. септембар 1191);
- Ана Комнина;
- Теодора Комнина († око 1166).